# گروه عاملی

گروه‌های عاملی بنزیل استات یک استر (خط قرمز) است. این گروه خود متشکل از یک واحد استیل (دایره خط‌چین سبز) و یک واحد بنزیلوکسی (دایره خط‌چین نارنجی) است.

گروه عاملی (به انگلیسی: Functional group) در شیمی آلی، به گروه‌های معینی از اتم‌های یک مولکول گفته می‌شود که در واکنش‌های شیمیایی ویژه آن مولکول شرکت می‌کنند و دارای خصلت شیمیایی مخصوصی هستند که یک مولکول از خویش در طول واکنش نشان می‌دهد. گروه‌های عاملی یکسان در مولکول‌های مختلف به واکنش شیمیایی یکسان در آن مولکول‌ها می‌انجامند و حتی برخی خواص فیزیکی مشابه در مولکولها را نیز سبب می‌شوند. برای نمونه گروه عاملی آلدئید می‌تواند در واکنش‌های مانند کاهش و افزایش شرکت نماید و به‌طور کلی تمام مولکول‌های دارای این گروه عاملی، در چنین واکنش‌هایی شرکت می‌کنند.

## جدول گروه‌های عاملی رایج
در زیر لیستی از گروه‌های عاملی متداول آمده‌است. در فرمول، نمادهای R و 'R معمولاً به معنی هیدروژن یا زنجیره‌های هیدروکربن با هر طول ممکن است، ولی برخی اوقات ممکن است به هر گروه از اتمها برگردد.

### هیدروکربن‌ها
هیدروکربن‌ها گروهی از ترکیبات آلی هستند که در دسته‌بندی گروه‌های عاملی آن‌ها را هیدروکربیل می‌نامند به این معنی که تنها حاوی کربن و هیدروژن هستند. با این‌حال هیدروکربن‌ها خود شامل دسته‌های متفاوتی هستند چرا که وجود پیوندهای غیراشباع و ساختار حلقوی خود باعث ایجاد تفاوت‌های شیمیایی می‌شود.
| رده شیمیایی   | گروه    | فرمول    | فرمول ساختاری | پیشوند   | پسوند    | مثال                        |
| ------------- | ------- | -------- | ------------- | -------- | -------- | --------------------------- |
| آلکان         | آلکیل   | RH       | Alkyl         | آلکیل-   | -ان      | اتان                        |
| آلکن          | آلکنیل  | R2C=CR2  | آلکن          | آلکنیل-  | -اِن      | اتیلن (اتن)                 |
| آلکین         | آلکینیل | RC≡CR    | آلکین         | آلکینیل- | -این     | استیلن (اتین)               |
| مشتقات بنزن   | فنیل    | RC6H5    | فنیل          | فنیل-    | -بنزن    | کومن (۲-فنیل پروپان)        |
| مشتقات تولوئن | بنزیل   | RCH2C6H5 | بنزیل         | بنزیل-   | ۱-تولوئن | بنزیل برمید (۱-بروموتولوئن) |
| نفتالین       |         |          |               |          |          |                             |
|               |         |          |               |          |          |                             |

### گروه‌های شامل هالوژن‌ها
هالوآلکان‌ها گروهی از ترکیبات آلی هستند که شامل حداقل یک پیوند کربن-هالوژن هستند. بسته به نوع هالوژن این نوع پیوند می‌تواند خیلی ضعیف (مثل کربن–ید) یا خیلی قوی (کربن–فلوئور) باشد. به‌صورت عمومی و با استثنا گرفتن فلوئور، بقیه ترکیب‌های آلی هالوژن‌دار، به آسانی وارد واکنش‌های جانشینی هسته‌دوستی (تک‌مولکولی یا دومولکولی) یا حذفی می‌شوند.
| رده شیمیایی  | گروه   | فرمول | فرمول ساختاری | پیشوند | پسوند  | نمونه                       |
| ------------ | ------ | ----- | ------------- | ------ | ------ | --------------------------- |
| هالوآلکان    | هالوژن | RX    | Halide group  | هالو-  | هالید  | کلرواتان (اتیل کلرید)       |
| فلوئوروآلکان | فلوئور | RF    | Fluoro group  | فلورو- | فلورید | فلوئورومتان (متیل فلوئورید) |
| کلرومتان     | کلر    | RCl   | Chloro group  | کلرو-  | کلرید  | کلرومتان (متیل کلرید)       |
| برموآلکان    | برم    | RBr   | Bromo group   | برمو-  | برمید  | برمواتان (متیل برمید)       |
| یدومتان      | ید     | RI    | Iodo group    | یدو-   | یدید   | یدومتان (متیل یدید)         |

### گروه‌های عاملی اکسیژن‌دار
ترکیبات حاوی پیوند کربن-اکسیژن بسته به محل و نوع هیبریداسیون پیوند کربن-اکسیژن دارای خواص متفاوتی هستند. یکی از دلایل این موضوع تفاوت الکترون کشندگی هیبریداسیون‌های مختلف است.
| رده شیمیایی     | گروه            | فرمول                | فرمول ساختاری                      | پیشوند           | پسوند                | مثال                         |
| --------------- | --------------- | -------------------- | ---------------------------------- | ---------------- | -------------------- | ---------------------------- |
| الکل            | هیدروکسیل       | ROH                  |                                    | هیدروکسی-        | -اُل                  | متانول                       |
| آلدهید          | آلدهید          | RCHO                 |                                    | فرمیل-           | -ال                  | استالدهید (اتانال)           |
| کتون            | کربونیل         | R'COR                | کتون                               | اُکسو-            | -اُن                  | بوتانون (اتیل متیل کتون)     |
| کربوکسیلیک اسید | کربوکسیل        | RCOOH                | کربوکسیلیک اسید                    | کربوکسی-         | -اوییک اسید          | اتانوییک اسید (استیک اسید)   |
| استر            | استر            | R'COOR               | استر                               | آلکوکسی کربونیل- | آلکیل آلکانوات       | اتیل بوتانوآت (اتیل بوتیرات) |
| اتر             | اتر             | R'OR                 | اتر                                | آلکوکسی-         | آلکیل اتر            | دی‌اتیل‌اتر (اتوکسی اتان)      |
| هیدروپراکسید    | هیدروپراکسی     | ROOH                 | Hydroperoxy                        | هیدروپراکسی-     | هیدروپراکسید         | ترشری-بوتیل‌هیدروپراکسید      |
| پراکسید         | پراکسی          | R'OOR                | Peroxy                             | پراکسی-          | پراکسید              | دی-ترشری-بوتیل‌پراکسید        |
| اتر             | اتر             | R'OR                 | Ether                              | آلکوکسی-         | اتر                  | دی‌اتیل اتر                   |
| همی‌استال        | همی‌استال        | R2CH(OR1)(OH)        | Hemiacetal                         | آلکوکسی اُل       | -همی‌استال            |                              |
| همی‌کتال         | همی‌کتال         | R'C(ORʺ)(OH)R        | Hemiketal                          | اُل               | -همی‌کتال             |                              |
| استال           | استال           | R"CH(OR')(OR)        | Acetal                             | دیالکوکسی-       | -استال               |                              |
| کتال (یا استال) | کتال (یا استال) | RC(OR")(OR‴)R'       | Ketal                              | دیالکوکسی-       | -کتال                |                              |
| استال           | استال           | RC(OR')(OR")(OR‴)    | Orthoester                         | تری‌آلکوکسی-      |                      |                              |
| ناجورحلقه       | متیلن دیوکسی    | PhOCOPh              | Methylenedioxy chemical structure. | متیلن‌دیوکسی-     | -دیوکسول             | ۱و۳-متیلن‌دیوکسی بنزن         |
| استر ارتوکربنات | استر ارتوکربنات | C(OR)(OR')(OR")(OR‴) | ارتوکربنات استر                    | تترالکوکسی-      | تتراآلکیل ارتوکربنات | تترامتوکسی متان              |
| انیدرید اسید    | انیدرید         | R1(CO)O(CO)R2        | Carboxylic anhydride               |                  | انیدرید              | بوتیریک انیدرید              |

### گروه‌های عاملی نیتروژن‌دار
آمین‌ها، آمیدها، ایمین‌ها، ایمیدها، ترکیبات آزو، سیانات‌ها و نیتریل‌ها از ترکیب‌های آلی دارای نیتروژن می‌باشد.

### گروه‌های عاملی شامل گوگرد
تیول‌ها، سولفیدها، دی‌سولفیدها، سولفون‌ها و سولفونیک اسیدها از گروه‌های مختلف مواد آلی هستند که در مولکول خود، اتم گوگرد دارند.

### گروه‌های عاملی دارای فسفر
فسفین‌ها، فسفات‌ها، فسفودی‌استرها و فسفونیک اسیدها، چهار گروه مهم از مواد آلی دارای فسفر هستند.